# Claire Mazard
Pour les articles homonymes, voir Mazard.
Œuvres principales
- L.O.L.A

Claire Mazard est une écrivaine française née le 6 novembre 1957 à Montpellier. Spécialisée dans la littérature jeunesse depuis 2007, elle a pour thème de prédilection les droits de l'enfant.

## Biographie
Claire Mazard est une autrice de littérature pour la jeunesse. Elle est née le 6 novembre 1957 à Montpellier,. 
Elle a publié une cinquantaine de récits, pour enfants et pour adolescents, aux éditions Syros, Casterman, Nathan, Bayard, Le Seuil, Flammarion, De La Martinière. Dans beaucoup de ses livres, elle aborde le thème des droits des enfants. Elle a aussi écrit des récits d’aventures et des policiers.

## Publications
- Les compagnons de la lune rouge Je redessinerai le ciel bleu dans tes yeux (1990) - Réédition en 2014, Oskar Jeunesse.
- Opération Marcellin (1994) - Réédition en 2013, Oskar Jeunesse.
- Petit printemps vietnamien  (1994)
- Le Redoublant (1998)
- Assassin à dessein (1998) - Réédition sous le titre Le Pierrot infernal (2012), Oskar Jeunesse
- Rue des vautours (2000)
- Le Cahier rouge (2000)
- Maman les p’tit bateaux (1999 )
- L.O.L.A (2000), prix « Livre, mon ami » 2001[4]
- Macaron citron (2001)
- Des mouettes pleins la tête (2001)
- L’Absente (2002), prix Jeunesse France Télévision 2003
- Zélandia (2003)
- La p’tite Hélène  (2004)
- Le Cabossé (2004)
- Avec toi Claire, j’aurais aimé la vie (écrit avec Hélène Lune, 2004)
- On s’était dit pour la vie (2004)
- Alerte au zoo  (2004)
- Sorbet soleil  (2006)
- Les Gladiateurs modernes (2006)
- La Cour des acacias (2006)
- Amara (2007)
- L’Ile aux peintres (2007)
- Un cow-boy dans les étoiles (2008)
- Trois jours c'est trop court ! (2008)
- Zidane a disparu ! (2009)
- Papillons noirs (2010)
- De chaque côté des cimes (2009)
- Le Mort du noyer (2010)
- Le Saut de l'ange (2010)
- La onzième nuit (2010)
- Les Compagnons de la Lune Rouge (2011)
- L'Affaire du 15 bis (2012)
- Macchabée sous les pavés (2012)
- Mise à mort (2012)
- Victoire Monsieur Eiffel (2012)
- Boris Vian (2013)
- Le Mas du Paon bleu (2013)
- Des amies pour la vie (2013)
- Squat 200 (2014)
- Micro girl, tomes 1, 2 (2014) et tome 3 (2016)
- Une arme dans la tête (2014)
- Massacre chez les anges (2015)
- Meurtre à Paris Plages (20)
- Jours de neige (2016)
- Jours de soleil (2017)
- Tous les oiseaux savent (2017)
- Vaincre sa peur (2019)
- Je te plumerai la tête (2020), prix Sainte-Beuve des collégiens 2021
- Le Chemin à l’envers (2021)